# Hypomecis luridula
Hypomecis luridula är en fjärilsart som beskrevs av George Duryea Hulst 1896. Hypomecis luridula ingår i släktet Hypomecis och familjen mätare. Inga underarter finns listade i Catalogue of Life.